# Угрин Зенон Романович
Зенон Романович Угрин (згідно частини джерел Зеновій, 28 серпня 1960, Дрогобич — 4 грудня 2013, Дрогобич) — радянський та український футболіст, що грав на позиції нападника та півзахисника. Відомий за виступами у низці радянських клубів вищої та другої ліг СРСР, завершив виступи у перехідній лізі українського футболу.

## Біографія
Зенон Угрин народився у Дрогобичі, де й розпочав займатися футболом у місцевій ДЮСШ. Пізніше він продовжив вдосконалення своєї футбольної майстерності у львівському спортінтернаті. Розпочав виступи на футбольних полях Зенон Угрин у дублюючому складі львівських «Карпат» у 1977 році, проте в основному складі команди так і не зіграв. У 1979 році футболіста призвали на строкову службу до лав Радянської Армії. Службу Угрин проходив у команді вищої ліги СРСР СКА з Ростова-на-Дону, і в цій команді він дебютував у вищій лізі 27 травня 1979 року в матчі проти одеського «Чорноморця». 6 червня цього ж року він забив свій єдиний м'яч у вищій лізі у грі проти бакинського «Нефтчі». Протягом року Угрин зіграв 12 матчів у вищій лізі. Наступного року він також знаходився у складі ростовського армійського клубу, проте на поле в основному складі не виходив. У 1981 році Зенон Угрин грав у складі клубу другої ліги «Крила Рад» з Куйбишева, проте зіграв у його складі лише 9 матчів. У 1982—1983 роках футболіст грав у іншому друголіговому клубі «Металург» із Липецька.
На початку 1984 року Зенон Угрин повернувся в Україну, де розпочав виступи в клубі другої ліги «Прикарпаття» з Івано-Франківська. У цій команді футболіст провів три сезони, протягом яких він зіграв за івано-франківську команду 100 матчів, у яких відзначився 21 забитим м'ячем. Наприкінці 80-х років ХХ століття Зенон Угрин грав у аматорських командах «Авангард» (Жидачів), «Нафтовик» (Долина), «Кристал» (Чортків). Закінчив виступи на футбольних полях Угрин 3 матчами у перехідній лізі українського футболу в 1993 році за жидачівський «Авангард».
Помер Зенон Угрин 4 грудня 2013 року в Дрогобичі.